# Fufi Gemin
|  | Per a altres significats, vegeu «Gai Fufi Gemin». |

Fufi Gemin (en llatí: Fufius Geminus) va ser un governador romà de Pannònia al segle i aC. L'any 35 aC quan Octavi August es va retirar de Pannònia, va deixar a la zona, amb part de l'exèrcit, al càrrec de Fufi Gemin. Només sortir Octavi August els pannonis es van revoltar altre cop i van empènyer a Gemin cap a la ciutat de Siscia, però Gemin els va derrotar en diverses batalles i els va obligar a sotmetre's altre cop. Sembla ser la mateixa persona que Florus anomena Vibi. No se sap si tenia relació amb Gai Fufi Gemin cònsol l'any 29 aC.